# Фортюне, Марк-Антуан
Марк-Антуа́н Фортюне́ (фр. Marc-Antoine Fortuné; 2 июля 1981, Кайенна, Французская Гвиана) — французский футболист, нападающий английского клуба «Честерфилд».

## Клубная карьера

### «Ангулем»
В детстве Фортюне наряду с футболом серьёзно занимался баскетболом, но в возрасте 12 лет из-за нехватки времени на оба вида спорта ему пришлось сделать выбор в пользу игры из Англии. Когда Марку-Антуану исполнилось 16, его пригласили на просмотр во французский клуб «Ренн», которому он однако не подошёл. Недолго раздумывая, Фортюне подписал контракт с «Ангулемом» — командой низшей французской лиги. В основной состав «бело-синих» Марк-Антуан пробился в сезоне 1999/00 и, взяв хороший старт, забил 3 гола в 10 матчах. В последующих сезонах, во многом благодаря хорошей игре Фортюне, «Ангулем» пробился сначала в Четвёртый, а затем и в Третий французский дивизион. Бомбардирские качества Марка-Антуана привлекли к нему внимание со стороны клубов из более высоких французских лиг. В конце концов, летом 2002 года Фортюне заключил соглашение с представителем местного Высшего дивизиона — «Лиллем». Всего в футболке «Ангулема» он провёл 63 игры, забив 18 голов.

### «Лилль»
В «Лилле» 21-летний француз столкнулся с серьёзной конкуренцией в линии атаки. Вдобавок главный тренер «догов», Клод Пюэль, зачастую ставил Фортюне не на привычную позицию форварда, а на левый фланг полузащиты. Всё это в сочетании с частыми травмами Марка-Антуана сильно сказалось на дальнейшей карьере француза. Фортюне получил травму уже во второй игре за «Лилль», выбыв на месяц. Сразу же после возвращения в строй, он вновь был вынужден пополнить лазарет команды ещё на 6 недель. В свой первый и единственный сезон за «Лилль» он семь раз выходил в стартовом составе команды, девять — на замену, не забив ни одного мяча.

### «Руан»
Вследствие плохого выступления Фортюне за «догов», руководство «Лилля» летом 2003 года отдало француза в аренду с правом выкупа в клуб «Руан», выступавший во Втором французском дивизионе. Столкнувшись с новым вызовом в своей карьере, Фортюне продемонстрировал бойцовские качества, сумев вновь набрать отличную форму. В первых играх за свой новый клуб Марк-Антуан сразу же вернулся к своему привычному ремеслу забивания голов, несмотря на то, что выступал он на месте правого хавбека. Видя это, тренеры «красных дьяволов» предпочли перевести Фортюне на более ему привычную позицию форварда и не прогадали. За сезон, проведённый в «Руане» Марк-Антуан сыграл 34 матча и забил 10 голов. Тем не менее клуб не стал выкупать трансфер француза. Обладатель прав на Фортюне, «Лилль», также не хотел возвращать его в свой состав, предпочтя продать Марка-Антуана в «Брест», также как и «Руан», представляющий Второй дивизион Франции.

### «Брест»
Фортюне присоединился к «Бресту» в июле 2004 года. Клуб предпочитал систему в три нападающих, где Марк-Антуан, удачно влившись в состав, исполнял роль правого вингера. В сезоне 2004/05 команда из Бретани заняла девятое место во Второй французской лиге. В Кубке Франции «Брест» выступил более успешно, дойдя до четвертьфинальной стадии. Сам Фортюне, забив 10 голов в 33 матчах, привлек внимание более крупных европейских клубов, самым расторопным из которых оказался представитель Нидерландов «Утрехт», подписавший с французом контракт.

### «Утрехт»
Марк-Антуан подписал контракт с нидерландцами в 2005 году. В «Утрехте», как и в «Бресте», француза использовали на позиции вингера, где он смог продемонстрировать свои лучшие качества. Однако в ноябре этого же года его потрясла скоропостижная смерть его друга, соседа и партнёра по команде Давида Ди Томмазо, после чего Фортюне долго выходил из депрессии. В январское трансферное окно 2007 года он решил вернуться на родину. «Утрехт», прекрасно понимая состояние француза, не чинил ему препятствий — в итоге Марк-Антуан оказался в «Нанси». В составе нидерландского клуба Фортюне сыграл 56 матчей в чемпионате и Кубке страны, забил 13 голов.

### «Нанси»
Марк-Антуан вернулся во Францию в январе 2007 года. Первый сезон за «Нанси» для Фортюне выдался удачным — он сыграл в 17 матчах клуба, забив 6 голов. В следующем году Марк-Антуан потерял место в основе, однако это не помешало ему 6 раз поразить ворота противника в 37 играх Лиги, большую часть которых он провёл, выходя на замену. Третий сезон мало чем отличался от второго — Фортюне также «полировал» лавку запасных, 24 раза выйдя на поле, опять в основном на замену и забил всего 2 гола. В конце игрового года руководство «Нанси» решило выставить француза на трансфер, но подходящих покупателей для Марка-Антуана не нашлось, хотя некоторые клубы английской Премьер-лиги изъявили желание взять игрока в аренду, что было положительно оценено главным тренером лотарингского клуба Пабло Корреа.

### «Вест Бромвич Альбион»
В итоге в январе 2009 года Фортюне перебрался на Британские острова. Его новым работодателем стал клуб «Вест Бромвич Альбион», который взял Марка-Антуана по арендному соглашению до конца сезона 2008/09. Дебют в составе «дроздов» состоялся 17 января, когда команде француза противостояли футболисты «Мидлсбро». Сам Фортюне забил гол в этом матче, добив мяч в ворота «Боро» после удара своего одноклубника Роберта Корена. Проведя всего пять месяцев в рядах «Вест Бромвича», Марк-Антуан сделался настоящим любимцем фанатов «дроздов», забив пять голов в 18 матчах и раздав немало голевых передач. В конце сезона болельщики признали Фортюне «Игроком года».

### «Селтик»
Отличное выступление француза в чемпионате Англии 2008/09 породило в прессе множество слухов о дальнейшей судьбе Марка-Антуана. СМИ связывали Фортюне с рядом английских клубов, таких как «Халл Сити», «Фулхэм» и, конечно, «Вест Бромвич». В июле 2009 года стало практически ясно, что новым клубом француза станет шотландский «Селтик», который возглавил бывший тренер «дроздов», Тони Моубрей, сразу сказавший о большом желании переманить своего бывшего игрока в стан «кельтов». Уже на следующий день после этого заявления Фортюне прибыл в Глазго, где согласовал условия контракта и прошёл медицинское обследование. 9 июля 2009 года были объявлены условия этой сделки — «кельты» заплатили «Вест Бромвичу» за француза 3,8 миллиона фунтов стерлингов. А 12 июля Марк-Антуан впервые вышел в бело-зелёной футболке клуба на поле в матче коммерческого турнира Трэнслинк Кап против австралийской команды «Брисбен Роар».
Дебют Фортюне в официальном матче за «Селтик» состоялся 29 июля в домашней игре «кельтов» против российского клуба «Динамо», проходившей в рамках квалификационного этапа Лиги чемпионов. 22 августа Марк-Антуан в своей первой игре в шотландской Премьер-лиге забил гол в ворота «Сент-Джонстона» — матч проходил на домашней арене глазговцев, «Селтик Парке» и закончился со счётом 5:2 в пользу хозяев. 12 декабря в игре против «Мотеруэлла» Фортюне, выйдя на замену, отметился забитым мячом, который стал для «кельтов» победным в этом матче. 5 дней спустя француз впервые отличился в еврокубковых встречах — в матче Лиги Европы Марк-Антуан поразил ворота венского «Рапида». 4 мая 2010 года точный удар Фортюне на исходе первого тайма принёс победу «Селтику» над их злейшими врагами из «Рейнджерс» в дерби «Old Firm» — матч проходил в упорной, бескомпромиссной борьбе, «бело-зелёные» были сильнее, 2:1.
26 августа того же года француз в последний раз появился на поле в форме глазговского коллектива — в тот день «кельты» в квалификационном поединке Лиги Европы проиграли бывшему клубу Марка-Антуана, «Утрехту», со счётом 0:4.

### Возвращение в «Вест Бромвич Альбион»
27 августа 2010 года Марк-Антуан вернулся в «Вест Бромвич Альбион», подписав с клубом 2-летний контракт. Сумма сделки между англичанами и шотландцами составила 2,5 миллиона фунтов.
Через два дня Фортюне сыграл свой первый матч после возвращения в стан «дроздов», приняв участие в поединке «Альбион» с «Ливерпулем». 23 октября гол француза принёс его команде победу над «Фулхэмом» со счётом 2:1.

### «Донкастер Роверс»
24 ноября 2011 года не попадающий в состав «Вест Бромвича» Фортюне был отдан по арендному соглашению сроком до 2 января следующего года в клуб Чемпионшипа «Донкастер Роверс». Уже 26 ноября форвард впервые защищал цвета «викингов» в официальном матче, коим была встреча с «Уотфордом». Поединок закончился безголевой ничьей 0:0. 10 декабря Фортюне забил свой единственный гол за «Роверс», поразив ворота «Бирмингем Сити». 20 декабря Марк-Антуан был отозван из аренды в связи с проблемами «Вест Бромвича», связанными с большим количеством травм среди футболистов клуба.

### Клубная статистика
| Клуб                        | Сезон                       | Чемпионат | Чемпионат | Кубок | Кубок | Кубок Лиги | Кубок Лиги | Суперкубок | Суперкубок | Плей-офф Лиги | Плей-офф Лиги | Еврокубки | Еврокубки | Итого | Итого |
| Клуб                        | Сезон                       | Игры      | Голы      | Игры  | Голы  | Игры       | Голы       | Игры       | Голы       | Игры          | Голы          | Игры      | Голы      | Игры  | Голы  |
| --------------------------- | --------------------------- | --------- | --------- | ----- | ----- | ---------- | ---------- | ---------- | ---------- | ------------- | ------------- | --------- | --------- | ----- | ----- |
| Ангулем                     | 1999/00                     | 10        | 3         | —     | —     | —          | —          | —          | —          | —             | —             | —         | —         | 10    | 3     |
| Ангулем                     | 2000/01                     | 17        | 3         | —     | —     | —          | —          | —          | —          | —             | —             | —         | —         | 17    | 3     |
| Ангулем                     | 2001/02                     | 36        | 12        | —     | —     | —          | —          | —          | —          | —             | —             | —         | —         | 36    | 12    |
| Всего за «Ангулем»          | Всего за «Ангулем»          | 63        | 18        | 0     | 0     | 0          | 0          | 0          | 0          | 0             | 0             | 0         | 0         | 63    | 18    |
| Лилль                       | 2002/03                     | 16        | 0         | —     | —     | —          | —          | —          | —          | —             | —             | 2?        | 0         | 18    | 0     |
| Всего за «Лилль»            | Всего за «Лилль»            | 16        | 0         | 0     | 0     | 0          | 0          | 0          | 0          | 0             | 0             | 2         | 0         | 18    | 0     |
| Руан                        | 2003/04                     | 34        | 10        | —     | —     | 1          | 0          | —          | —          | —             | —             | —         | —         | 35    | 10    |
| Всего за «Руан»             | Всего за «Руан»             | 34        | 10        | 0     | 0     | 1          | 0          | 0          | 0          | 0             | 0             | 0         | 0         | 35    | 10    |
| Брест                       | 2004/05                     | 33        | 10        | —     | —     | 2          | 0          | —          | —          | —             | —             | —         | —         | 35    | 10    |
| Всего за «Брест»            | Всего за «Брест»            | 33        | 10        | 0     | 0     | 2          | 0          | 0          | 0          | 0             | 0             | 0         | 0         | 35    | 10    |
| Утрехт                      | 2005/06                     | 31        | 6         | —     | —     | —          | —          | —          | —          | —             | —             | —         | —         | 31    | 6     |
| Утрехт                      | 2006/07                     | 22        | 5         | 3     | 2     | —          | —          | —          | —          | —             | —             | —         | —         | 25    | 7     |
| Всего за «Утрехт»           | Всего за «Утрехт»           | 53        | 11        | 3     | 2     | 0          | 0          | 0          | 0          | 0             | 0             | 0         | 0         | 56    | 13    |
| Нанси                       | 2006/07                     | 15        | 5         | —     | —     | —          | —          | —          | —          | —             | —             | 2         | 1         | 17    | 6     |
| Нанси                       | 2007/08                     | 37        | 6         | 1     | 1     | —          | —          | —          | —          | —             | —             | —         | —         | 38    | 7     |
| Нанси                       | 2008/09                     | 19        | 1         | 1     | 0     | —          | —          | —          | —          | —             | —             | 5         | 1         | 25    | 2     |
| Всего за «Нанси»            | Всего за «Нанси»            | 71        | 12        | 2     | 1     | 0          | 0          | 0          | 0          | 0             | 0             | 7         | 2         | 80    | 15    |
| Вест Бромвич Альбион        | 2008/09                     | 17        | 5         | 1     | 0     | —          | —          | —          | —          | —             | —             | —         | —         | 18    | 5     |
| Вест Бромвич Альбион        | 2010/11                     | 25        | 2         | —     | —     | 2          | 0          | —          | —          | —             | —             | —         | —         | 27    | 2     |
| Вест Бромвич Альбион        | 2011/12                     | 17        | 2         | 2     | 1     | 1          | 2          | —          | —          | —             | —             | —         | —         | 20    | 5     |
| Вест Бромвич Альбион        | 2012/13                     | 21        | 2         | 1     | 0     | 2          | 0          | —          | —          | —             | —             | —         | —         | 24    | 2     |
| Всего за «Вест Бромвич»     | Всего за «Вест Бромвич»     | 80        | 11        | 4     | 1     | 5          | 2          | 0          | 0          | 0             | 0             | 0         | 0         | 89    | 14    |
| Селтик                      | 2009/10                     | 30        | 10        | 3     | 0     | —          | —          | —          | —          | —             | —             | 6         | 2         | 39    | 12    |
| Селтик                      | 2010/11                     | 2         | 0         | —     | —     | —          | —          | —          | —          | —             | —             | 3         | 0         | 5     | 0     |
| Всего за «Селтик»           | Всего за «Селтик»           | 32        | 10        | 3     | 0     | 0          | 0          | 0          | 0          | 0             | 0             | 9         | 2         | 44    | 12    |
| Донкастер Роверс            | 2011/12                     | 5         | 1         | —     | —     | —          | —          | —          | —          | —             | —             | —         | —         | 5     | 1     |
| Всего за «Донкастер Роверс» | Всего за «Донкастер Роверс» | 5         | 1         | 0     | 0     | 0          | 0          | 0          | 0          | 0             | 0             | 0         | 0         | 5     | 1     |
| Уиган Атлетик               | 2013/14                     | 36        | 4         | 6     | 1     | —          | —          | 1          | 0          | 1             | 0             | 5         | 0         | 49    | 5     |
| Уиган Атлетик               | 2014/15                     | 25        | 1         | 1     | 0     | 1          | 1          | —          | —          | —             | —             | —         | —         | 27    | 2     |
| Всего за «Уиган Атлетик»    | Всего за «Уиган Атлетик»    | 61        | 5         | 7     | 1     | 1          | 1          | 1          | 0          | 1             | 0             | 5         | 0         | 76    | 7     |
| Всего за карьеру            | Всего за карьеру            | 448       | 88        | 19    | 5     | 9          | 3          | 0          | 1          | 0             | 1             | 23        | 4         | 501   | 100   |

(откорректировано по состоянию на 7 марта 2015)

## Личная жизнь
Марк-Антуан называет своим любимым клубом французский «Олимпик Марсель». В свободное время увлекается диджеингом, близким другом Фортюне является немецкий DJ Бойс Нойзи. Любит смотреть сериалы и художественные фильмы.